# Gemünden (Felda)
Gemünden (Felda) – miejscowość i gmina w Niemczech, w kraju związkowym Hesja, w rejencji Gießen, w powiecie Vogelsberg, nad rzeką Felda.